# Trinidad és Tobago hívójelkörzetei
Trinidad és Tobago jelenleg (2024) nincs felosztva hívójelkörzetekre.
Trinidad és Tobago számára az ITU a 9[Y..Z] hívójelprefixet határozta meg.
| Prefix  | Körzet | Hely/jelleg                                                           | ITU zóna | CQ zóna | 1 szintű QTH lokátor |
| ------- | ------ | --------------------------------------------------------------------- | -------- | ------- | -------------------- |
| VP      | 4      | Kivezetve, az Egyesült Királyságtól való gyarmati függés megszűntével | 11       | 9       | FK                   |
| 9[Y..Z] | [0..9] | Trinidad és Tobago                                                    | 11       | 9       | FK                   |

## Lajstromjel
Vízi és légi járművek lajstromjelezéséhez a 9Y prefixet használják.